# متلازمة كوستيف
متلازمة كوستيف، أو النمط الثالث من بيلة الجلوتاكونيك الحامضية-3، هي اضطراب وراثي ناتج عن طفرات في جين OPA3. عادة ما يرتبط بظهور التدهور البصري (ضمور العصب البصري) في مرحلة الطفولة المبكرة متبوعًا بتطور مشاكل الحركة وقد تصل لمرحلة الإعاقة الحركية في الطفولة المتأخرة، وأحيانًا مع حالات خفيفة من القصور المعرفي. سُمي هذا الاضطراب على اسم الطبيب هانان كوستيف الذي وصف المتلازمة لأول مرة في عام 1989.

## العلامات والأعراض
تتمثل الأعراض المميزة لمتلازمة كوستيف في حدوث تدهور تدريجي في البصر الناجم عن تدهور العصب البصري (ضمور العصب البصري) خلال السنوات القليلة الأولى من الطفولة، مع إصابة غالبية الأفراد المصابين أيضًا بإعاقات حركية في وقت لاحق في مرحلة الطفولة. في بعض الأحيان، قد يعاني الأشخاص المصابون بمتلازمة كوستيف أيضًا من إعاقة معرفية خفيفة.
هو نوع من بيلة الجلوتاكونيك الحامضية-3، وتتمثل السمة المميزة له في زيادة مستوى التركيزات البولية لحمض الميتيل جلوتاكونيك-3 وحمض الميتيل جلوتاريك-3؛ يمكن لهذا السماح بالتشخيص في وقت مبكر من عمر عام واحد.
عادةً ما يعاني الأشخاص المصابون بمتلازمة كوستيف من الأعراض الأولى للتدهور البصري خلال السنوات القليلة الأولى من الطفولة، والذي يتجلى في بداية الانخفاض التدريجي في حدة البصر. يميل هذا الانخفاض إلى الاستمرار مع تقدم العمر، حتى بعد الطفولة.
يعاني غالبية الأشخاص المصابون بمتلازمة كوستيف من مشاكل حركية وإعاقات حركية في وقت لاحق في مرحلة الطفولة، وأهم اثنتين من هذه المشاكل هي الشناج وما يعرف بالكنع الرقصي. يتسبب الأول في حركات لا إرادية غير منتظمة وتشنجات والتواءات، بينما يتسبب الثاني في التوخزات والميول التشنجية.
غالبًا ما تكون هذه الأعراض شديدة بما يكفي لتعطيل الفرد بشكل خطير؛ من بين 36 شخصًا مصابًا بمتلازمة كوستيف، كان 17 شخصًا يعانون من إعاقة حركية كبيرة نتيجة لتخثر الرقصات، و12 مصابًا بأعراض مرتبطة بالتشنج شديدة بما يكفي لفعل الشيء نفسه.
يحدث الرنح (فقدان التنسيق العضلي) وضعف الكلام الناجم عن عسر التلفظ أيضًا في حوالي 50% من الحالات، ولكن نادرًا ما يتسببان في إعاقة خطيرة. يظهر بعض الأفراد المصابين بمرض كوستيف أيضًا ضعفًا إدراكيًا خفيفًا، على الرغم من أن مثل هذه الحالات نادرة نسبيًا.

## علم الوراثة
متلازمة كوستيف هي اضطراب وراثي في الأعصاب البصرية. على وجه التحديد، هو اضطراب وراثي متنحي ناتج عن طفرة في جين OPA3، والذي يحمل تعليمات لتخليق منتجها الجيني، بروتين OPA3. الوظيفة الدقيقة لبروتين المنتج غير معروفة، على الرغم من أنه من المعروف أنه يلعب دورًا أساسيًا في وظيفة الميتوكوندريا.
يمكن أن يحدث الاضطراب بسبب عدة طفرات مختلفة في جين OPA3. ومع ذلك، فإن جميع الحالات المبلغ عنها تقريبًا لمتلازمة كوستيف كانت في أفراد من أصل يهودي عراقي، وجميعهم يشتركون في نفس موقع طفرة المؤسس.
على وجه الخصوص، طفرة المؤسس هذه هي طفرة G-to-C لنيوكليوتيد مفرد والتي تتداخل مع مستويات التعبير الجيني لـ OPA3. على الرغم من أن الطفرة هي نفسها في هذه المجموعة السكانية، لكن شدة الأعراض تختلف باختلاف الفرد.
حتى الآن، أبلغ عن حالتين فقط لمتلازمة كوستيف ليست بسبب طفرة المؤسس، كل منهما كانت بسبب متغيرات مسببة للأمراض مختلفة (طفرة).
أبلغ عن طفرتين أخرتين في OPA3 ما يؤدي إلى اضطراب وراثي سائد نادر مع أعراض مشابهة لمتلازمة كوستيف.

## التشخيص
يمكن تشخيص متلازمة كوستيف من خلال وجود مستويات متزايدة من حمض 3-ميتيل جلوتاكونيك في البول، أو ما يسمى ببيلة حمض ميتيل جلوتاكونيك-3.

## العلاج
لا يوجد علاج حاليًا لمتلازمة كوستيف. العلاج داعم، وبالتالي يركز على التعامل مع الأعراض. يتم التعامل مع ضعف البصر الناتج عن ذلك، والتشنجات، واضطرابات الحركة بنفس الطريقة التي تعالج بها الحالات المماثلة التي تحدث في عموم السكان.

## الإنذار
إن التشخيص طويل الأمد لمتلازمة كوستيف غير معروف، على الرغم من أنه يبدو أنه ليس له تأثير على متوسط العمر المتوقع على الأقل حتى العقد الرابع من العمر. ومع ذلك، كما ذكرنا سابقًا، يمكن أن تكون مشكلات الحركة شديدة بما يكفي لحصر الأفراد على كرسي متحرك في سن مبكرة، وتميل حدة البصر والتشنج إلى التفاقم بمرور الوقت.

## الوبائيات
وصفت متلازمة كوستيف لأول مرة في عام 1989، وقد أبلغ عن متلازمة كوستيف بشكل حصري تقريبًا في الأفراد من أصل يهودي عراقي مع استثناءين فقط، أحدهما كردي تركي والآخر من أصل هندي. ضمن السكان اليهود العراقيين، يبلغ تردد الناقل للطفرة المؤسس حوالي 1/10، مع انتشار متلازمة كوستيف نفسها في أي مكان بين 1 في 400 و1 من كل 10000.